# Guillaume Joli
Guillaume Joli (født 27. marts 1985 i Lyon, Frankrig) er en fransk tidligere håndboldspiller, der var med til at vinde både OL, VM og EM for Frankrig. Han spillede for de franske ligaklubber Chambéry Savoie og Dunkerque Handball Grand Littoral, HSG Wetzlar i Tyskland og BM Valladolid i Spanien. Hans første topklub var Chambéry Savoie i 2004. Hans primære position på banen var højre fløj. Han indstillede karrieren efter 2018-19 sæsonen.

## Landshold
Joli debuterede på det franske landshold i 2006, og har været med til at vinde adskillige guldmedaljer med holdet. Han blev dog hovedsageligt benyttet som reserve for førstevalget på højre fløj-pladsen, Luc Abalo.

## Landsholdstitler
- VM i 2009
- EM i 2010
- VM i 2011
- Sommer-OL 2012
- EM i 2014
- VM i 2015